# Smallfield
Smallfield – wieś w Anglii, w hrabstwie Surrey, w dystrykcie Tandridge. Leży 38 km na południe od centrum Londynu. W 2001 miejscowość liczyła 3804 mieszkańców.